# Preklusion
Preklusion (av latin, precludere = i förväg stänga, avskära, förhindra)  är ett juridiskt begrepp som innebär att ett rättsförhållande fastställs en gång för alla.
Ett annat exempel är när en domstol antingen upphäver en fordran eller omvandlar den till en exekutionstitel som aldrig preskriberas. Tillkommande händelser som enligt det ursprungliga avtalet hade påverkat skulden så storlek spelar ingen roll, utan det är det som står i exekutionstitel nu som gäller.
Preklusion innebär bl.a. att en fordran på rättslig väg upphör (prekluderas) genom att en borgenär, trots särskild kallelse, inte hört av sig före angiven dag.

## Civilrätt
Lag (1981:131) om kallelse på okända borgenärer reglerar detta i Sverige. 
Sådan kallelse kan vara aktuell bland annat vid bouppteckning när en person har avlidit, efter äktenskapsskillnad och när ett bolag trätt i likvidation. Ansökan om kallelse på okända borgenärer görs hos Kronofogdemyndigheten. Om gäldenären är ett aktiebolag görs dock ansökan hos Bolagsverket. Kallelsen utfärdas av Kronofogdemyndigheten genom kungörelse i PoIT och innehåller ett föreläggande för borgenärer att skriftligen anmäla sina fordringar till myndigheten senast sex månader från dagen för kallelsen vid äventyr att fordran annars prekluderas.

## Fastighetsrätt
Lag (2013:488) om förnyelse av vissa inskrivningar i fastighetsregistret. ("Preklusionslagen")
Lagen innebar att rättigheter inskrivna i fastighetsregistret före 1 juli 1968 togs bort från registret om de inte skriftligen anmälts till inskrivningsmyndigheten senast 31 december 2018. Rättigheten är fortfarande gällande men skydd mot tredjeman vid fastighetsöverlåtelse försvinner. Omfattade rättigheter är nyttjanderätter, avtalsservitut och avkomsträtter. Officialservitut berörs inte.
Syftet med lagen var bland annat att göra fastighetsregistret mer tillförlitligt och att minska kostnaderna vid handläggning vid fastighetsbildning genom att ta bort rättigheter äldre än 50 år som inte används.